# Campionato del mondo rally raid 2025

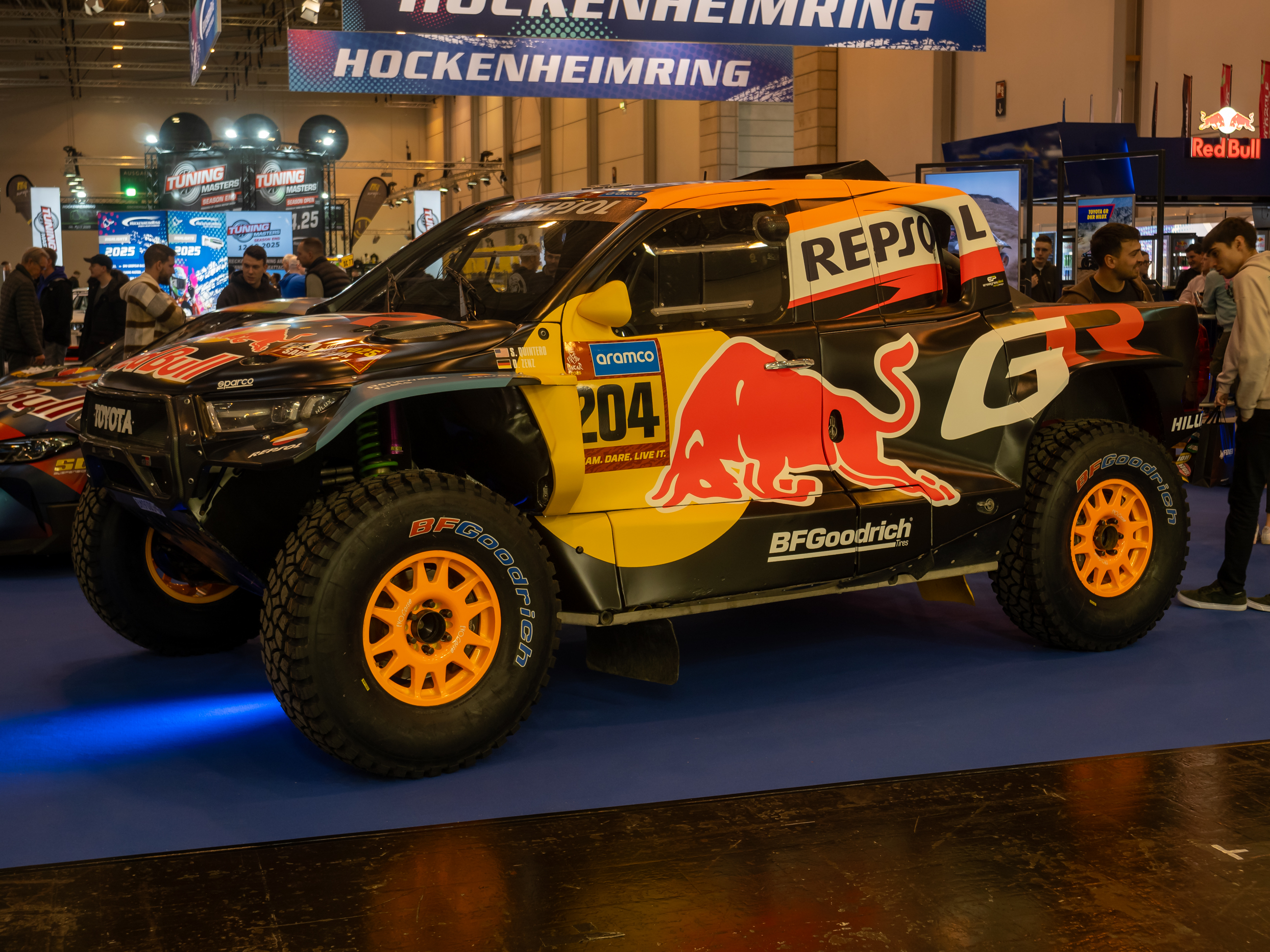
La vettura di Seth Quintero alla presentazione, prima dell'inizio del campionato

Il Campionato mondiale di rally raid 2025 è la quarta edizione della serie motoristica riconosciuta sia dalla FIA che dalla FIM. Il campionato è iniziato il 3 gennaio e si concluderà il 17 ottobre.

## Calendario
Il calendario della stagione 2025 prevede 5 gare: il celebre Rally Dakar è stato nuovamente l'appuntamento inaugurale, mentre l'Abu Dhabi Desert Challenge, il BP Ultimate Rally-Raid Portugal ed il Rally del Marocco vengono confermati anch'essi. La novità del 2025 è il Rally del Sudafrica che sostituisce il Desafio Ruta 40.
| Tappa | Data            | Rally                           | Formato  |
| ----- | --------------- | ------------------------------- | -------- |
| 1     | 3-17 gennaio    | Dakar                           | Marathon |
| 2     | 21-27 febbraio  | Abu Dhabi Desert Challenge      | Rally    |
| 3     | 18-24 maggio    | South African Safari Rally      | Rally    |
| 4     | 22-28 settembre | BP Ultimate Rally Raid Portugal | Rally    |
| 5     | 10-17 ottobre   | Rallye du Maroc                 | Rally    |

## Iscritti

### Auto
| Costruttori | Auto                              | Squadre                      | Pneumatici | Piloti                     | Copiloti                 | Gare |
| ----------- | --------------------------------- | ---------------------------- | ---------- | -------------------------- | ------------------------ | ---- |
| Dacia       | Dacia Sandrider                   | The Dacia Sandriders         | BF         | Nasser Al-Attiyah          | Édouard Boulanger        | 1-3  |
| Dacia       | Dacia Sandrider                   | The Dacia Sandriders         | BF         | Cristina Gutiérrez Herrero | Pablo Moreno Huete       | 1    |
| Dacia       | Dacia Sandrider                   | The Dacia Sandriders         | BF         | Sébastien Loeb             | Fabian Lurquin           | 1-3  |
| Toyota      | Toyota Hilux Overdrive Evo        | Overdrive Racing             | BF         | Yazeed Al-Rajhi            | Timo Gottschalk          | 1-2  |
| Toyota      | Toyota Hilux Overdrive Evo        | Overdrive Racing             | BF         | Rokas Baciuška             | Oriol Mena               | 1    |
| Toyota      | Toyota Hilux Overdrive Evo        | Overdrive Racing             | BF         | Rokas Baciuška             | Pablo Moreno Huete       | 2    |
| Toyota      | Toyota Hilux Overdrive Evo        | Overdrive Racing             | BF         | Juan Cruz Yacopini         | Daniel Oliveras Carreras | 1-3  |
| Toyota      | Toyota Hilux Overdrive Evo        | Overdrive Racing             | BF         | Eryk Goczał                | Oriol Mena               | 2    |
| Toyota      | Toyota Hilux Overdrive Evo        | Overdrive Racing             | BF         | Marek Goczał               | Marek Goczał             | 2    |
| Toyota      | Toyota Hilux Overdrive Evo        | Overdrive Racing             | BF         | Denis Krotov               | Konstantin Zhiltsov      | 2-3  |
| Toyota      | Toyota Hilux Overdrive Evo        | Mintimes Yunxiang Rally Team | BF         | Guoyu Zhang                | Yicheng Wang             | 1    |
| Toyota      | Toyota GR DKR Hilux EVO           | Toyota Gazoo Racing          | BF         | Lucas Moraes               | Armand Monleón           | 1-3  |
| Toyota      | Toyota GR DKR Hilux EVO           | Toyota Gazoo Racing          | BF         | Seth Quintero              | Dennis Zenz              | 1-3  |
| Toyota      | Toyota GR DKR Hilux EVO           | Toyota Gazoo Racing          | BF         | Saood Variawa              | François Cazalet         | 2-3  |
| Toyota      | Toyota GR DKR Hilux EVO           | Toyota Gazoo Racing          | BF         | Guy Botterill              | Dennis Murphy            | 3    |
| Toyota      | Toyota GR DKR Hilux EVO           | Toyota Gazoo Racing          | BF         | Henk Lategan               | Brett Cummings           | 3    |
| Toyota      | Toyota GR DKR Hilux EVO           | Imt Evo Toyota Gazoo Racing  | BF         | Henk Lategan               | Brett Cummings           | 1    |
| Toyota      | Toyota GR DKR Hilux EVO           | Imt Evo Toyota Gazoo Racing  | BF         | Saood Variawa              | François Cazalet         | 1    |
| MD          | MD Rallye Sport Optimus EVO 4     | JLC Racing                   | BF         | Jean-Luc Ceccaldi          | Delphine Delfino         | 1    |
| Century     | Century CR7                       | Century Racing Factory Team  | BF         | Brian Baragwanath          | Leonard Cremer           | 3    |
| Century     | Century CR7                       | Century Racing Factory Team  | BF         | Mathieu Serradori          | Loïc Minaudier           | 1    |
| Century     | Century CR7                       | SRT Rally Team               | BF         | Mathieu Serradori          | Loïc Minaudier           | 3    |
| Mini        | Mini JCW Rally 3.0i               | X-raid Mini JCW Team         | BF         | Denis Krotov               | Konstantin Zhiltsov      | 1    |
| Mini        | Mini JCW Rally 3.0i               | X-raid Mini JCW Team         | BF         | Guillaume de Mevius        | Mathieu Baumel           | 1    |
| Mini        | Mini JCW Rally 3.0i               | X-raid Mini JCW Team         | BF         | Guillaume de Mevius        | Xavier Pansieri          | 2-3  |
| Mini        | Mini John Cooper Works Rally Plus | X-raid Mini JCW Team         | BF         | Lionel Baud                | Lucie Baud               | 1    |
| Mini        | Mini John Cooper Works Rally Plus | X-raid Mini JCW Team         | BF         | João Ferreira              | Filipe Palmeiro          | 1-3  |
| Ford        | Ford Raptor RS Cross Country      | Orlen Jipocar Team           | BF         | Martin Prokop              | Viktor Chytka            | 1-3  |
| Ford        | Ford Raptor T1+                   | M-Sport Ford                 | BF         | Carlos Sainz               | Lucas Cruz               | 1, 3 |
| Ford        | Ford Raptor T1+                   | M-Sport Ford                 | BF         | Mattias Ekström            | Emil Bergkvist           | 1-2  |
| Ford        | Ford Raptor T1+                   | M-Sport Ford                 | BF         | Nani Roma                  | Álex Haro                | 1, 3 |
| Ford        | Ford Raptor T1+                   | M-Sport Ford                 | BF         | Mitchell Guthrie           | Kellon Walch             | 1-2  |
| Volkswagen  | Volkswagen WCT Amarok             | PS Laser Racing              | BF         | Daniel Schröder            | Henri Carl Köhne         | 1-3  |
| Red-Lined   | Red-Lined Revo+                   | Daklapack Rallysport         | BF         | Dave Klaassen              | Tessa Klaassen           | 1, 3 |
| Fonti:      |                                   |                              |            |                            |                          |      |

### Challenger
| Costruttori | Auto                    | Squadre                                  | Pneumatici | Piloti                   | Copiloti              | Gare |
| ----------- | ----------------------- | ---------------------------------------- | ---------- | ------------------------ | --------------------- | ---- |
| Taurus      | Taurus T3 Max           | Team BBR                                 | BF         | Yasir Seaidan            | Michaël Metge         | 1-2  |
| Taurus      | Taurus T3 Max           | Team BBR                                 | BF         | Nicolas Cavigliasso      | Valentina Pertegarini | 1-3  |
| Taurus      | Taurus T3 Max           | Team BBR                                 | BF         | Pau Navarro Ferrer       | Lisandro Sisterna     | 1    |
| Taurus      | Taurus T3 Max           | Team BBR                                 | BF         | Pau Navarro Ferrer       | Jan Rosa Viñas        | 2-3  |
| Taurus      | Taurus T3 Max           | Team BBR                                 | BF         | Dania Akeel              | Stéphane Duple        | 1-3  |
| Taurus      | Taurus T3 Max           | Daklapack Rallysport                     | BF         | David Zille              | Jose Sebastian Cesana | 1, 3 |
| Taurus      | Taurus T3 Max           | Nasser Racing                            | BF         | Eduard Pons Suñe         | Jaume Betriu          | 1-2  |
| Taurus      | Taurus T3 Max           | Nasser Racing                            | BF         | Khalifa Saleh Al-Attiyah | Bruno Jacomy          | 1-3  |
| Taurus      | Taurus T3 Max           | Nasser Racing                            | BF         | Abdulaziz Al-Kuwari      | Nasser Al-Kuwari      | 1    |
| Taurus      | Taurus T3 Max           | Aljafla Racing                           | BF         | Khalid Al-Jafla          | Andrey Rudnitskiy     | 1    |
| Taurus      | Taurus T3 Max           | Khalid Al-Jafla                          | BF         | Khalid Al-Jafla          | Andrey Rudnitskiy     | 2    |
| Taurus      | Taurus T3 Max           | Red Bull Off-Road Junior Team USA by BFG | BF         | Gonçalo Guerreiro        | Cadu Sachs            | 1    |
| Taurus      | Taurus T3 Max           | Red Bull Off-Road Junior Team USA by BFG | BF         | Corbin Leaverton         | Taye Perry            | 1    |
| Taurus      | Taurus T3 Max           | Akpol Recykling                          | BF         | Adam Kuś                 | Dmytro Tsyro          | 1-3  |
| GRally      | GRally Team OT3         | G Rally Team                             | BF         | Puck Klaassen            | Charan Moore          | 1-3  |
| GRally      | GRally Team OT3         | G Rally Team                             | BF         | Rui Carneiro             | Ola Fløene            | 1    |
| Yamaha      | Yamaha X-raid YXZ 1000R | Franco Sport                             | BF         | Mário Franco             | Rui Franco            | 1    |
| Yamaha      | Yamaha X-raid YXZ 1000R | Franco Sport                             | BF         | Mário Franco             | João Miranda          | 2    |
| Yamaha      | Yamaha X-raid YXZ 1000R | Franco Sport                             | BF         | Pedro Gonçalves          | Hugo Magalhães        | 1    |
| X-raid      | X-Raid Fenic            | Franco Sport                             | BF         | Pedro Gonçalves          | Hugo Magalhães        | 2    |
| Fonti:      |                         |                                          |            |                          |                       |      |

### SSV
| Can-Am  | Can-Am Maverick R X RS           | Can-Am Factory Team          | Sara Price                  | Sean Berriman         | 1   |
| Can-Am  | Can-Am Maverick R X RS           | South Racing Can-Am          | Diego Martinez              | Sergio Lafuente       | 1   |
| Can-Am  | Can-Am Maverick R X RS           | South Racing Can-Am          | Fernando Álvarez Castellano | Xavier Panseri        | 1   |
| Can-Am  | Can-Am Maverick R X RS           | South Racing Can-Am          | Manuel Andujar              | Bernardo Graue        | 1   |
| Can-Am  | Can-Am Maverick R X RS           | Liwa Team UAE                | Mansoor Al-Helei            | Khaled Al-Kendi       | 2   |
| Can-Am  | Can-Am Maverick R X RS           | Franco Sport                 | Mário Franco                | João Miranda          | 3   |
| Can-Am  | Can-Am Maverick X3 X RS Turbo RR | MMP Competition              | Claude Fournier             | Grégory Revest-Arnoux | 1   |
| Can-Am  | Can-Am Maverick X3 X RS Turbo RR | MMP Competition              | Claude Fournier             | Patrick Jimbert       | 2-3 |
| Can-Am  | Can-Am Maverick X3 X RS Turbo RR | MMP Competition              | Enrico Gaspari              | Antoine Lecourbe      | 2   |
| Can-Am  | Can-Am Maverick X3 X RS Turbo RR | MMP Competition              | Enrico Gaspari              | Fausto Mota           | 3   |
| Can-Am  | Can-Am Maverick X3 X RS Turbo RR | Old Friends Rally Team       | Alexandre Pinto             | Bernardo Oliveira     | 1-3 |
| Can-Am  | Can-Am Maverick X3 X RS Turbo RR | Old Friends Rally Team       | Carlos Vento                | Jorge Brandão         | 1   |
| Can-Am  | Can-Am Maverick X3 X RS Turbo RR | RaceArt                      | Roger Grouwels              | Rudolf Meijer         | 1   |
| Polaris | Polaris RZR Pro R Sport          | TH-Trucks Team               | Enrico Gaspari              | Fausto Mota           | 1   |
| Polaris | Polaris RZR Pro R Sport          | CST Xtreme Plus Polaris Team | Michele Chinotto            | Maurizio Dominella    | 2-3 |
| Polaris | Polaris RZR Pro XP               | CST Xtreme Plus Polaris Team | Michele Chinotto            | Alberto Bertoldi      | 1   |
| Fonti:  |                                  |                              |                             |                       |     |

### Moto
| Hero   | Hero 450 Rally        | Hero Motorsports Team Rally | 1  | Ross Branch                  | 1-3 |
| Hero   | Hero 450 Rally        | Hero Motorsports Team Rally | 11 | Jose Ignacio Cornejo Florimo | 1-3 |
| Hero   | Hero 450 Rally        | Hero Motorsports Team Rally | 14 | Sebastian Bühler             | 1   |
| KTM    | KTM 450 Rally Factory | Red Bull KTM Factory Racing | 4  | Daniel Sanders               | 1-3 |
| KTM    | KTM 450 Rally Factory | Red Bull KTM Factory Racing | 47 | Kevin Benavides              | 1   |
| KTM    | KTM 450 Rally Factory | Red Bull KTM Factory Racing | 77 | Luciano Benavides            | 1-3 |
| KTM    | KTM 450 Rally Replica | Bas World KTM Racing Team   | 12 | Bradley Cox                  | 1   |
| Honda  | Honda CRF 450 Rally   | Monster Energy Honda HRC    | 7  | Pablo Quintanilla            | 1   |
| Honda  | Honda CRF 450 Rally   | Monster Energy Honda HRC    | 9  | Ricky Brabec                 | 1-3 |
| Honda  | Honda CRF 450 Rally   | Monster Energy Honda HRC    | 10 | Skyler Howes                 | 1-3 |
| Honda  | Honda CRF 450 Rally   | Monster Energy Honda HRC    | 42 | Adrien van Beveren           | 1-3 |
| Honda  | Honda CRF 450 Rally   | Monster Energy Honda HRC    | 68 | Tosha Schareina              | 1-3 |
| Sherco | Sherco SHR 450        | Sherco TVS Rally Factory    | 12 | Bradley Cox                  | 3   |
| Fonti: |                       |                             |    |                              |     |

### Quad
| CFMoto | CFMoto CForce     | CFMoto Thunder Racing Team | Antanas Kanopkinas | 2-3 |
| CFMoto | CFMoto CForce     | CFMoto Thunder Racing Team | Gaëtan Martinez    | 2-3 |
| Yamaha | Yamaha Raptor 700 | SQGP Racing Team           | Marcin Wilkołek    | 2   |
| Yamaha | Yamaha Raptor 700 | Poland National Team       | Marek Łój          | 2   |
| Yamaha | Yamaha Raptor 700 | Marek Łój                  | Marek Łój          | 3   |
| Yamaha | Yamaha Raptor 700 | Hani Al-Noumesi            | Hani Al-Noumesi    | 2   |
| Yamaha | Yamaha Raptor 700 | Abdulaziz Al-Atawi         | Abdulaziz Al-Atawi | 2   |
| Yamaha | Yamaha Raptor 700 | Abdulaziz Ahli             | Abdulaziz Ahli     | 2   |
| Yamaha | Yamaha Raptor 700 | Carien Teessen             | Carien Teessen     | 3   |
| Fonti: |                   |                            |                    |     |

## Risultati e statistiche

### Auto

#### Ultimate
| Gara | Nome rally                                  | Podio | Podio | Podio                               | Podio                                                 | Podio     | Statistiche  | Statistiche | Statistiche | Statistiche | Statistiche |
| Gara | Nome rally                                  | Pos.  | Nº    | Pilota e copilota                   | Squadra e vettura                                     | Tempo     | Speciali     | Lunghezza   | Iscritti    | Partiti     | Arrivati    |
| ---- | ------------------------------------------- | ----- | ----- | ----------------------------------- | ----------------------------------------------------- | --------- | ------------ | ----------- | ----------- | ----------- | ----------- |
| 1    | Rally Dakar (3-12 gennaio) — Resoconto      | 1     | 201   | Yazeed Al-Rajhi Timo Gottschalk     | Overdrive Racing (Toyota Hilux Overdrive Evo)         | 52h52'15" | 12 + prologo | 4873,34 km  | 24          | 24          | 22          |
| 1    | Rally Dakar (3-12 gennaio) — Resoconto      | 2     | 211   | Henk Lategan Brett Cummings         | Imt Evo Toyota Gazoo Racing (Toyota GR DKR Hilux EVO) | +3'57"    | 12 + prologo | 4873,34 km  | 24          | 24          | 22          |
| 1    | Rally Dakar (3-12 gennaio) — Resoconto      | 3     | 226   | Mattias Ekström Emil Bergkvist      | Ford M-Sport (Ford Raptor T1+)                        | +20'21"   | 12 + prologo | 4873,34 km  | 24          | 24          | 22          |
| 2    | Abu Dhabi Desert Challenge (21-27 febbraio) | 1     | 200   | Nasser Al-Attiyah Édouard Boulanger | The Dacia Sandriders (Dacia Sandrider)                | 14h26'55" | 5 + prologo  | 1174,61 km  | 18          | 16          | 12          |
| 2    | Abu Dhabi Desert Challenge (21-27 febbraio) | 2     | 203   | Lucas Moraes Armand Monleón         | Toyota Gazoo Racing (Toyota GR DKR Hilux EVO)         | +2'28"    | 5 + prologo  | 1174,61 km  | 18          | 16          | 12          |
| 2    | Abu Dhabi Desert Challenge (21-27 febbraio) | 3     | 204   | Seth Quintero Dennis Zenz           | Toyota Gazoo Racing (Toyota GR DKR Hilux EVO)         | +11'56"   | 5 + prologo  | 1174,61 km  | 18          | 16          | 12          |
| 3    | South African Safari Rally (18-24 maggio)   | 1     | 205   | Henk Lategan Brett Cummings         | Toyota Gazoo Racing (Toyota GR DKR Hilux EVO)         | 12h12'31" | 5 + prologo  | 1201,8 km   | 17          | 17          | 15          |
| 3    | South African Safari Rally (18-24 maggio)   | 2     | 219   | Sébastien Loeb Fabian Lurquin       | The Dacia Sandriders (Dacia Sandrider)                | +1'05"    | 5 + prologo  | 1201,8 km   | 17          | 17          | 15          |
| 3    | South African Safari Rally (18-24 maggio)   | 3     | 203   | Lucas Moraes Armand Monleón         | Toyota Gazoo Racing (Toyota GR DKR Hilux EVO)         | +3'04"    | 5 + prologo  | 1201,8 km   | 17          | 17          | 15          |

#### Challenger
| Gara | Nome rally                                  | Vincitori | Vincitori                                 | Vincitori                | Vincitori | Vincitori    | Statistiche | Statistiche | Statistiche | Statistiche | Statistiche |
| Gara | Nome rally                                  | Nº        | Pilota e copilota                         | Squadra e vettura        | Tempo     | Speciali     | Lunghezza   | Iscritti    | Partiti     | Arrivati    |             |
| ---- | ------------------------------------------- | --------- | ----------------------------------------- | ------------------------ | --------- | ------------ | ----------- | ----------- | ----------- | ----------- | ----------- |
| 1    | Rally Dakar (3-12 gennaio) — Resoconto      | 301       | Nicolas Cavigliasso Valentina Pertegarini | Team BBR (Taurus T3 Max) | 57h50'21" | 12 + prologo | 4873,34 km  | 16          | 16          | 11          |             |
| 2    | Abu Dhabi Desert Challenge (21-27 febbraio) | 310       | Dania Akeel Stéphane Duple                | Team BBR (Taurus T3 Max) | 15h44'25" | 5 + prologo  | 1174,61 km  | 11          | 11          | 8           |             |
| 3    | South African Safari Rally (18-24 maggio)   | 308       | David Zille Jose Sebastian Cesana         | Team BBR (Taurus T3 Max) | 12h54'39" | 5 + prologo  | 1201,8 km   | 7           | 7           | 7           |             |

#### SSV
| Gara | Nome rally                                  | Vincitori | Vincitori                         | Vincitori                                                 | Vincitori | Vincitori    | Statistiche | Statistiche | Statistiche | Statistiche | Statistiche |
| Gara | Nome rally                                  | Nº        | Pilota e copilota                 | Squadra e vettura                                         | Tempo     | Speciali     | Lunghezza   | Iscritti    | Partiti     | Arrivati    |             |
| ---- | ------------------------------------------- | --------- | --------------------------------- | --------------------------------------------------------- | --------- | ------------ | ----------- | ----------- | ----------- | ----------- | ----------- |
| 1    | Rally Dakar (3-12 gennaio) — Resoconto      | 412       | Alexandre Pinto Bernardo Oliveira | Old Friends Rally Team (Can-Am Maverick X3 X RS Turbo RR) | 62h50'22  | 12 + prologo | 4873,34 km  | 10          | 10          | 7           |             |
| 2    | Abu Dhabi Desert Challenge (21-27 febbraio) | 402       | Enrico Gaspari Antoine Lecourbe   | MMP Competition (Can-Am Maverick X3 X RS Turbo RR)        | 17h25'05" | 5 + prologo  | 1174,61 km  | 5           | 5           | 5           |             |
| 3    | South African Safari Rally (18-24 maggio)   | 407       | Mário Franco João Miranda         | Franco Sport (Can-Am Maverick R X RS)                     | 14h13'56" | 5 + prologo  | 1201,8 km   | 5           | 5           | 5           |             |

### Moto

#### RallyGP
| Gara | Nome rally                                  | Podio | Podio | Podio              | Podio                                          | Podio     | Statistiche  | Statistiche | Statistiche | Statistiche | Statistiche |
| Gara | Nome rally                                  | Pos.  | Nº    | Pilota             | Squadra e vettura                              | Tempo     | Speciali     | Lunghezza   | Iscritti    | Partiti     | Arrivati    |
| ---- | ------------------------------------------- | ----- | ----- | ------------------ | ---------------------------------------------- | --------- | ------------ | ----------- | ----------- | ----------- | ----------- |
| 1    | Rally Dakar (3-12 gennaio) — Resoconto      | 1     | 4     | Daniel Sanders     | Red Bull KTM Factory Racing (KTM 450 Rally)    | 53h08'52" | 12 + prologo | 4778,35 km  | 12          | 12          | 10          |
| 1    | Rally Dakar (3-12 gennaio) — Resoconto      | 2     | 68    | Tosha Schareina    | Monster Energy Honda HRC (Honda CRF 450 Rally) | +8'50"    | 12 + prologo | 4778,35 km  | 12          | 12          | 10          |
| 1    | Rally Dakar (3-12 gennaio) — Resoconto      | 3     | 42    | Adrien van Beveren | Monster Energy Honda HRC (Honda CRF 450 Rally) | +14'46"   | 12 + prologo | 4778,35 km  | 12          | 12          | 10          |
| 2    | Abu Dhabi Desert Challenge (21-27 febbraio) | 1     | 4     | Daniel Sanders     | Red Bull KTM Factory Racing (KTM 450 Rally)    | 14h20'56" | 5 + prologo  | 1185,80 km  | 8           | 8           | 7           |
| 2    | Abu Dhabi Desert Challenge (21-27 febbraio) | 2     | 9     | Ricky Brabec       | Monster Energy Honda HRC (Honda CRF 450 Rally) | +5'47"    | 5 + prologo  | 1185,80 km  | 8           | 8           | 7           |
| 2    | Abu Dhabi Desert Challenge (21-27 febbraio) | 3     | 68    | Tosha Schareina    | Monster Energy Honda HRC (Honda CRF 450 Rally) | +6'04"    | 5 + prologo  | 1185,80 km  | 8           | 8           | 7           |
| 3    | South African Safari Rally (18-24 maggio)   | 1     | 4     | Daniel Sanders     | Red Bull KTM Factory Racing (KTM 450 Rally)    | 13h30'27" | 5 + prologo  | 1213 km     | 9           | 9           | 8           |
| 3    | South African Safari Rally (18-24 maggio)   | 2     | 77    | Luciano Benavides  | Red Bull KTM Factory Racing (KTM 450 Rally)    | +8'36"    | 5 + prologo  | 1213 km     | 9           | 9           | 8           |
| 3    | South African Safari Rally (18-24 maggio)   | 3     | 9     | Ricky Brabec       | Monster Energy Honda HRC (Honda CRF 450 Rally) | +9'49"    | 5 + prologo  | 1213 km     | 9           | 9           | 8           |

#### Rally2
| Gara | Nome rally                                  | Vincitore | Vincitore        | Vincitore                                   | Vincitore | Vincitore    | Statistiche | Statistiche | Statistiche | Statistiche | Statistiche |
| Gara | Nome rally                                  | Nº        | Pilota           | Squadra e vettura                           | Tempo     | Speciali     | Lunghezza   | Iscritti    | Partiti     | Arrivati    |             |
| ---- | ------------------------------------------- | --------- | ---------------- | ------------------------------------------- | --------- | ------------ | ----------- | ----------- | ----------- | ----------- | ----------- |
| 1    | Rally Dakar (3-12 gennaio) — Resoconto      | 73        | Édgar Canet      | Red Bull KTM Factory Racing (KTM 450 Rally) | 54h49'21" | 12 + prologo | 4778,35 km  | 119         | 113         | 79          |             |
| 2    | Abu Dhabi Desert Challenge (21-27 febbraio) | 22        | Michael Docherty | SRG Motorsports (Husqvarna FR450 Rally)     | 14h46'04" | 5 + prologo  | 1185,80 km  | 47          | 42          | 33          |             |
| 3    | South African Safari Rally (18-24 maggio)   | 73        | Édgar Canet      | Red Bull KTM Factory Racing (KTM 450 Rally) | 14h19'28" | 5 + prologo  | 1213 km     | 29          | 28          | 26          |             |

#### Quad
| Gara | Nome rally                                  | Vincitore | Vincitore          | Vincitore                                  | Vincitore | Vincitore   | Statistiche | Statistiche | Statistiche | Statistiche | Statistiche |
| Gara | Nome rally                                  | Nº        | Pilota             | Squadra e vettura                          | Tempo     | Speciali    | Lunghezza   | Iscritti    | Partiti     | Arrivati    |             |
| ---- | ------------------------------------------- | --------- | ------------------ | ------------------------------------------ | --------- | ----------- | ----------- | ----------- | ----------- | ----------- | ----------- |
| 2    | Abu Dhabi Desert Challenge (21-27 febbraio) | 103       | Antanas Kanopkinas | CFMoto Thunder Racing Team (CFMoto CForce) | 20h23'02" | 5 + prologo | 1185,80 km  | 7           | 5           | 4           |             |
| 3    | South African Safari Rally (18-24 maggio)   | 174       | Gaëtan Martinez    | CFMoto Thunder Racing Team (CFMoto CForce) | 17h03'54" | 5 + prologo | 1213 km     | 4           | 4           | 3           |             |

#### Donne
| Gara | Nome rally                                  | Vincitore                                                          | Vincitore                                                          | Vincitore                                                          | Vincitore                                                          | Vincitore    | Statistiche | Statistiche | Statistiche | Statistiche | Statistiche |
| Gara | Nome rally                                  | Nº                                                                 | Pilota                                                             | Squadra e vettura                                                  | Tempo                                                              | Speciali     | Lunghezza   | Iscritti    | Partiti     | Arrivati    |             |
| ---- | ------------------------------------------- | ------------------------------------------------------------------ | ------------------------------------------------------------------ | ------------------------------------------------------------------ | ------------------------------------------------------------------ | ------------ | ----------- | ----------- | ----------- | ----------- | ----------- |
| 1    | Rally Dakar (3-12 gennaio) — Resoconto      | 100                                                                | Sandra Gómez Cantero                                               | Fantic Racing Rally Team (Fantic XEF 450 Rally Factory)            | 68h15'13"                                                          | 12 + prologo | 4778,35 km  | 1           | 1           | 1           |             |
| 2    | Abu Dhabi Desert Challenge (21-27 febbraio) | Nessuna concorrente ha partecipato alla gara nella categoria Donne | Nessuna concorrente ha partecipato alla gara nella categoria Donne | Nessuna concorrente ha partecipato alla gara nella categoria Donne | Nessuna concorrente ha partecipato alla gara nella categoria Donne | 5 + prologo  | 1185,80 km  | -           | -           | -           |             |
| 3    | South African Safari Rally (18-24 maggio)   | Nessuna concorrente ha partecipato alla gara nella categoria Donne | Nessuna concorrente ha partecipato alla gara nella categoria Donne | Nessuna concorrente ha partecipato alla gara nella categoria Donne | Nessuna concorrente ha partecipato alla gara nella categoria Donne | 5 + prologo  | 1213 km     | -           | -           | -           |             |

#### Rally2 Junior
| Gara | Nome rally                                  | Vincitore | Vincitore        | Vincitore                                   | Vincitore | Vincitore    | Statistiche | Statistiche | Statistiche | Statistiche | Statistiche |
| Gara | Nome rally                                  | Nº        | Pilota           | Squadra e vettura                           | Tempo     | Speciali     | Lunghezza   | Iscritti    | Partiti     | Arrivati    |             |
| ---- | ------------------------------------------- | --------- | ---------------- | ------------------------------------------- | --------- | ------------ | ----------- | ----------- | ----------- | ----------- | ----------- |
| 1    | Rally Dakar (3-12 gennaio) — Resoconto      | 73        | Édgar Canet      | Red Bull KTM Factory Racing (KTM 450 Rally) | 54h49'21" | 12 + prologo | 4778,35 km  | 4           | 4           | 4           |             |
| 2    | Abu Dhabi Desert Challenge (21-27 febbraio) | 26        | Konrad Dąbrowski | Duust Rally Team (KTM 450 Rally)            | 15h20'30" | 5 + prologo  | 1185,80 km  | 5           | 4           | 3           |             |
| 3    | South African Safari Rally (18-24 maggio)   | 73        | Édgar Canet      | Red Bull KTM Factory Racing (KTM 450 Rally) | 14h19'28" | 5 + prologo  | 1213 km     | 3           | 3           | 3           |             |

#### Senior
| Gara | Nome rally                                  | Vincitore                                                          | Vincitore                                                          | Vincitore                                                          | Vincitore                                                          | Vincitore    | Statistiche | Statistiche | Statistiche | Statistiche | Statistiche |
| Gara | Nome rally                                  | Nº                                                                 | Pilota                                                             | Squadra e vettura                                                  | Tempo                                                              | Speciali     | Lunghezza   | Iscritti    | Partiti     | Arrivati    |             |
| ---- | ------------------------------------------- | ------------------------------------------------------------------ | ------------------------------------------------------------------ | ------------------------------------------------------------------ | ------------------------------------------------------------------ | ------------ | ----------- | ----------- | ----------- | ----------- | ----------- |
| 1    | Rally Dakar (3-12 gennaio) — Resoconto      | 48                                                                 | David Pabiška                                                      | SP Moto Bohemia (KTM 450 Rally)                                    | 65h19'55"                                                          | 12 + prologo | 4778,35 km  | 21          | 21          | 12          |             |
| 2    | Abu Dhabi Desert Challenge (21-27 febbraio) | Nessun concorrente ha partecipato alla gara nella categoria Senior | Nessun concorrente ha partecipato alla gara nella categoria Senior | Nessun concorrente ha partecipato alla gara nella categoria Senior | Nessun concorrente ha partecipato alla gara nella categoria Senior | 5 + prologo  | 1185,80 km  | -           | -           | -           |             |
| 3    | South African Safari Rally (18-24 maggio)   | 44                                                                 | Jatin Jain                                                         | privato (KTM 450 EXC-F Six Days)                                   | 18h08'33"                                                          | 5 + prologo  | 1213 km     | 1           | 1           | 1           |             |

## Classifiche

### FIA

#### Piloti
| Pos. | Pilota                      | DAK   | ABU  | SUD | POR | MAR | Punti |
| ---- | --------------------------- | ----- | ---- | --- | --- | --- | ----- |
| 1    | Nasser Al-Attiyah           | 420+2 | 118  | 910 |     |     | 114   |
| 2    | Henk Lategan                | 214+1 |      | 19  |     |     | 94    |
| 3    | Lucas Moraes                | 139+3 | 220  | 36  |     |     | 89    |
| 4    | Seth Quintero               | 915   | 312  | 54  |     |     | 79    |
| 5    | Yazeed Al-Rajhi             | 120   | 191  |     |     |     | 73    |
| 6    | Juan Cruz Yacopini          | 76    | 42   | 13  |     |     | 46    |
| 7    | Mattias Ekström             | 314   | Rit  |     |     |     | 45    |
| 8    | Mitchell Guthrie            | 5     | 51   |     |     |     | 28    |
| 9    | Sébastien Loeb              | Rit   | Rit9 | 25  |     |     | 40    |
| 10   | João Ferreira               | 87    | 64   | Rit |     |     | 40    |
| 11   | Mathieu Serradori           | 65    |      | 285 |     |     | 32    |
| 12   | Saood Variawa               | 199   | 222  | 119 |     |     | 32    |
| 13   | Guillaume de Mevius         | 1712  | 20   | 84  |     |     | 31    |
| 14   | Carlos Sainz                | Rit   |      | 49  |     |     | 28    |
| 15   | Nani Roma                   | 348   |      | 62  |     |     | 27    |
| 16   | Martin Prokop               | 104   | 14   | 10  |     |     | 25    |
| 17   | Dania Akeel                 | 353   | 7    | 18  |     |     | 18    |
| 17   | Daniel Schröder             | 401   | Rit  | 73  |     |     | 20    |
| 19   | Pau Navarro Ferrer          | 152   | 8    | 19  |     |     | 17    |
| 20   | Rokas Baciuška              | 117   |      |     |     |     | 16    |
| 21   | Guy Botterill               |       |      | 129 |     |     | 14    |
| 22   | Adam Kuś                    | 22    | 10   | 16  |     |     | 13    |
| 23   | Yasir Seaidan               | 32    | 9    |     |     |     | 12    |
| 24   | Nicolas Cavigliasso         | 12    | 21   | 15  |     |     | 11    |
| 25   | Enrico Alfonso Gaspari      | 23    | 13   | 26  |     |     | 10    |
| 26   | Denis Krotov                | 392   | 23   | 27  |     |     | 10    |
| 27   | Eduard Pons Suñe            | Rit   | 11   |     |     |     | 8     |
| 28   | Michele Cinotto             | 33    | 15   | 23  |     |     | 8     |
| 29   | Alexandre Pinto             | 20    | 16   | 24  |     |     | 8     |
| 29   | Eryk Goczał                 |       | 186  |     |     |     | 8     |
| 29   | Claude Fournier             | 27    | 17   | 25  |     |     | 8     |
| 29   | Puck Klaassen               | 28    | 25   | 20  |     |     | 8     |
| 33   | Khalid Al-Jafla             | Rit   | 12   |     |     |     | 7     |
| 34   | Khalifa Saleh Al-Attiyah    | 25    | Rit  | 17  |     |     | 7     |
| 34   | Mário Franco                | 26    | Rit  | 21  |     |     | 7     |
| 36   | Cristina Gutiérrez Herrero  | 292   |      |     |     |     | 6     |
| 36   | Dave Klaassen               | 37    |      | 22  |     |     | 6     |
| 38   | David Zille                 | Rit   |      | 14  |     |     | 5     |
| 38   | Gonçalo Guerreiro           | 14    |      |     |     |     | 5     |
| 40   | Lionel Baud                 | 16    |      |     |     |     | 4     |
| 40   | Abdulaziz Al-Kuwari         | 18    |      |     |     |     | 4     |
| 40   | Guoyu Zhang                 | 21    |      |     |     |     | 4     |
| 40   | Roger Grouwels              | 24    |      |     |     |     | 4     |
| 40   | Corbin Leaverton            | 30    |      |     |     |     | 4     |
| 40   | Jean-Luc Ceccaldi           | 31    |      |     |     |     | 4     |
| 40   | Sara Price                  | 36    |      |     |     |     | 4     |
| 40   | Manuel Andujar              | 38    |      |     |     |     | 4     |
| 48   | Pedro Gonçalves             | Rit   | Rit  |     |     |     | 3     |
| 49   | Carlos Vento                | Rit   |      |     |     |     | 2     |
| 49   | Rui Carneiro                | Rit   |      |     |     |     | 2     |
| 49   | Fernando Álvarez Castellano | Rit   |      |     |     |     | 2     |
| 49   | Diego Martinez              | Rit   |      |     |     |     | 2     |
| 49   | Mansoor Al-Helei            |       | 24   |     |     |     | 2     |
| 54   | Marek Goczał                |       | Rit  |     |     |     | 1     |
| Pos. | Pilota                      | DAK   | ABU  | SUD | POR | MAR | Punti |

| Colore  | Risultato                |
| ------- | ------------------------ |
| Oro     | Vincitore                |
| Argento | 2º posto                 |
| Bronzo  | 3º posto                 |
| Verde   | Finito a punti           |
| Blu     | Finito senza punti       |
| Blu     | Non classificato (NC)    |
| Viola   | Ritirato (Rit)           |
| Nero    | Squalificato (SQ)        |
| Nero    | Escluso (ES)             |
| Bianco  | Non ha gareggiato        |
| Bianco  | Iscrizione ritirata (WD) |
| Bianco  | Non partito (NP)         |
| Bianco  | Gara cancellata (C)      |

#### Navigatori
| Pos. | Navigatore               | DAK   | ABU  | SUD | POR | MAR | Punti |
| ---- | ------------------------ | ----- | ---- | --- | --- | --- | ----- |
| 1    | Édouard Boulanger        | 420+2 | 118  | 910 |     |     | 114   |
| 2    | Brett Cummings           | 214+1 |      | 19  |     |     | 94    |
| 3    | Armand Monleón           | 139+3 | 220  | 36  |     |     | 89    |
| 4    | Dennis Zenz              | 915   | 312  | 54  |     |     | 79    |
| 5    | Timo Gottschalk          | 120   | 191  |     |     |     | 73    |
| 6    | Daniel Oliveras Carreras | 76    | 42   | 13  |     |     | 46    |
| 7    | Emil Bergkvist           | 314   | Rit  |     |     |     | 45    |
| 8    | Kellon Walch             | 5     | 51   |     |     |     | 44    |
| 9    | Fabian Lurquin           | Rit   | Rit9 | 25  |     |     | 40    |
| 10   | Filipe Palmeiro          | 87    | 64   | Rit |     |     | 40    |
| 11   | Loïc Minaudier           | 65    |      | 285 |     |     | 32    |
| 12   | François Cazalet         | 199   | 222  | 119 |     |     | 32    |
| 13   | Lucas Cruz               | Rit   |      | 49  |     |     | 28    |
| 14   | Álex Haro                | 348   |      | 62  |     |     | 27    |
| 15   | Viktor Chytka            | 104   | 14   | 10  |     |     | 25    |
| 16   | Oriol Mena               | 117   | 186  |     |     |     | 16    |
| 17   | Stéphane Duple           | 353   | 7    | 18  |     |     | 20    |
| 17   | Henri Carl Köhne         | 401   | Rit  | 73  |     |     | 20    |
| 19   | Xavier Pansieri          | Rit   | 20   | 84  |     |     | 17    |
| 20   | Mathieu Baumel           | 1712  |      |     |     |     | 16    |
| 21   | Dennis Murphy            |       |      | 129 |     |     | 14    |
| 22   | Dmytro Tsyro             | 22    | 10   | 16  |     |     | 13    |
| 23   | Michael Metge            | 32    | 9    |     |     |     | 12    |
| 24   | Jan Rosa Viñas           |       | 8    | 19  |     |     | 11    |
| 25   | Valentina Pertegarini    | 12    | 21   | 15  |     |     | 11    |
| 26   | Konstantin Zhiltsov      | 392   | 23   | 27  |     |     | 10    |
| 27   | Jaume Betriu             | Rit   | 11   |     |     |     | 8     |
| 28   | Bernardo Oliveira        | 20    | 16   | 24  |     |     | 8     |
| 28   | Charan Moore             | 28    | 25   | 20  |     |     | 8     |
| 30   | Andrey Rudnitskiy        | Rit   | 12   |     |     |     | 7     |
| 31   | Bruno Jacomy             | 25    | Rit  | 17  |     |     | 7     |
| 32   | Lisandro Sisterna        | 152   |      |     |     |     | 6     |
| 33   | Tessa Klaassen           | 37    |      | 22  |     |     | 6     |
| 33   | Fausto Mota              | 23    |      | 26  |     |     | 6     |
| 33   | Pablo Moreno Huete       | 292   |      |     |     |     | 6     |
| 36   | Sebastian Cesana         | Rit   |      | 14  |     |     | 5     |
| 36   | Cadu Sachs               | 14    |      |     |     |     | 5     |
| 38   | Antoine Lecourbe         |       | 13   |     |     |     | 4     |
| 39   | Maurizio Dominella       |       | 15   | 23  |     |     | 4     |
| 40   | Lucie Baud               | 16    |      |     |     |     | 4     |
| 40   | Patrick Jimbert          |       | 17   | 25  |     |     | 4     |
| 40   | Nasser Al-Kuwari         | 18    |      |     |     |     | 4     |
| 40   | Yicheng Wang             | 21    |      |     |     |     | 4     |
| 40   | Rudolf Meijer            | 24    |      |     |     |     | 4     |
| 40   | Rui Franco               | 26    |      |     |     |     | 4     |
| 40   | Grégory Revest-Arnoux    | 27    |      |     |     |     | 4     |
| 40   | Taye Perry               | 30    |      |     |     |     | 4     |
| 40   | Delphine Delfino         | 31    |      |     |     |     | 4     |
| 40   | Alberto Bertoldi         | 33    |      |     |     |     | 4     |
| 40   | Sean Berriman            | 36    |      |     |     |     | 4     |
| 40   | Bernardo Graue           | 38    |      |     |     |     | 4     |
| 52   | João Miranda             |       | Rit  | 21  |     |     | 3     |
| 52   | Hugo Magalhães           | Rit   | Rit  |     |     |     | 3     |
| 54   | Ola Fløene               | Rit   |      |     |     |     | 2     |
| 54   | Jorge Brandão            | Rit   |      |     |     |     | 2     |
| 54   | Sergio Lafuente          | Rit   |      |     |     |     | 2     |
| 54   | Khaled Al-Kendi          |       | 24   |     |     |     | 2     |
| 58   | Maciej Marton            |       | Rit  |     |     |     | 1     |
| Pos. | Navigatore               | DAK   | ABU  | SUD | POR | MAR | Punti |

| Colore  | Risultato                |
| ------- | ------------------------ |
| Oro     | Vincitore                |
| Argento | 2º posto                 |
| Bronzo  | 3º posto                 |
| Verde   | Finito a punti           |
| Blu     | Finito senza punti       |
| Blu     | Non classificato (NC)    |
| Viola   | Ritirato (Rit)           |
| Nero    | Squalificato (SQ)        |
| Nero    | Escluso (ES)             |
| Bianco  | Non ha gareggiato        |
| Bianco  | Iscrizione ritirata (WD) |
| Bianco  | Non partito (NP)         |
| Bianco  | Gara cancellata (C)      |

#### Costruttori
| Pos. | Costruttore          | DAK    | ABU  | SUD  | POR | MAR | Punti |
| ---- | -------------------- | ------ | ---- | ---- | --- | --- | ----- |
| 1    | Toyota Gazoo Racing  | 7371+3 | 4536 | 5033 |     |     | 311   |
| 2    | The Dacia Sandriders | 5046+2 | 30   | 3823 |     |     | 219   |
| 3    | Ford M-Sport         | 6646+1 | 177  | 3219 |     |     | 190   |
| Pos. | Costruttore          | DAK    | ABU  | SUD  | POR | MAR | Punti |

| Colore  | Risultato                |
| ------- | ------------------------ |
| Oro     | Vincitore                |
| Argento | 2º posto                 |
| Bronzo  | 3º posto                 |
| Verde   | Finito a punti           |
| Blu     | Finito senza punti       |
| Blu     | Non classificato (NC)    |
| Viola   | Ritirato (Rit)           |
| Nero    | Squalificato (SQ)        |
| Nero    | Escluso (ES)             |
| Bianco  | Non ha gareggiato        |
| Bianco  | Iscrizione ritirata (WD) |
| Bianco  | Non partito (NP)         |
| Bianco  | Gara cancellata (C)      |

#### Challenger

##### Piloti
| Pos. | Pilota                   | DAK    | ABU | SUD | POR | MAR | Punti |
| ---- | ------------------------ | ------ | --- | --- | --- | --- | ----- |
| 1    | Nicolas Cavigliasso      | 132    | 711 | 218 |     |     | 147   |
| 2    | Pau Navarro Ferrer       | 320    | 218 | 610 |     |     | 116   |
| 3    | Dania Akeel              | 1115+2 | 117 | 510 |     |     | 98    |
| 4    | Yasir Seaidan            | 1023+3 | 319 |     |     |     | 76    |
| 5    | Adam Kuś                 | 52     | 42  | 38  |     |     | 72    |
| 6    | Gonçalo Guerreiro        | 221    |     |     |     |     | 61    |
| 7    | David Zille              | Rit12  |     | 119 |     |     | 51    |
| 8    | Khalifa Saleh Al-Attiyah | 64     | Rit | 49  |     |     | 51    |
| 9    | Puck Klaassen            | 8      | 84  | 71  |     |     | 40    |
| 10   | Corbin Leaverton         | 926    |     |     |     |     | 39    |
| 11   | Abdulaziz Al-Kuwari      | 410+1  |     |     |     |     | 37    |
| 12   | Khalid Al-Jafla          | Rit    | 63  |     |     |     | 18    |
| 13   | Mário Franco             | 7      | Rit |     |     |     | 18    |
| 14   | Eduard Pons Suñe         | Rit    | 5   |     |     |     | 17    |
| 15   | Pedro Gonçalves          | Rit    | Rit |     |     |     | 3     |
| 16   | Rui Carneiro             | Rit    |     |     |     |     | 2     |
| Pos. | Pilota                   | DAK    | ABU | SUD | POR | MAR | Punti |

| Colore  | Risultato                |
| ------- | ------------------------ |
| Oro     | Vincitore                |
| Argento | 2º posto                 |
| Bronzo  | 3º posto                 |
| Verde   | Finito a punti           |
| Blu     | Finito senza punti       |
| Blu     | Non classificato (NC)    |
| Viola   | Ritirato (Rit)           |
| Nero    | Squalificato (SQ)        |
| Nero    | Escluso (ES)             |
| Bianco  | Non ha gareggiato        |
| Bianco  | Iscrizione ritirata (WD) |
| Bianco  | Non partito (NP)         |
| Bianco  | Gara cancellata (C)      |

##### Navigatori
| Pos. | Navigatore            | DAK    | ABU | SUD | POR | MAR | Punti |
| ---- | --------------------- | ------ | --- | --- | --- | --- | ----- |
| 1    | Valentina Pertegarini | 132    | 711 | 218 |     |     | 147   |
| 2    | Stéphane Duple        | 1115+2 | 117 | 510 |     |     | 98    |
| 3    | Michael Metge         | 1023+3 | 319 |     |     |     | 76    |
| 4    | Dmytro Tsyro          | 52     | 42  | 38  |     |     | 72    |
| 5    | Jan Rosa Viñas        |        | 218 | 610 |     |     | 66    |
| 6    | Cadu Sachs            | 221    |     |     |     |     | 61    |
| 7    | Sebastian Cesana      | Rit    |     | 119 |     |     | 51    |
| 8    | Bruno Jacomy          | 64     | Rit | 49  |     |     | 51    |
| 9    | Lisandro Sisterna     | 320    |     |     |     |     | 50    |
| 10   | Charan Moore          | 8      | 84  | 71  |     |     | 28    |
| 11   | Taye Perry            | 926    |     |     |     |     | 39    |
| 12   | Nasser Al-Kuwari      | 410+1  |     |     |     |     | 37    |
| 13   | Andrey Rudnitskiy     | Rit    | 63  |     |     |     | 18    |
| 14   | Jaume Betriu          | Rit    | 5   |     |     |     | 17    |
| 15   | Rui Franco            | 7      |     |     |     |     | 17    |
| 16   | Hugo Magalhães        | Rit    | Rit |     |     |     | 3     |
| 17   | Ola Fløene            | Rit    |     |     |     |     | 2     |
| 18   | João Miranda          |        | Rit |     |     |     | 1     |
| Pos. | Navigatore            | DAK    | ABU | SUD | POR | MAR | Punti |

| Colore  | Risultato                |
| ------- | ------------------------ |
| Oro     | Vincitore                |
| Argento | 2º posto                 |
| Bronzo  | 3º posto                 |
| Verde   | Finito a punti           |
| Blu     | Finito senza punti       |
| Blu     | Non classificato (NC)    |
| Viola   | Ritirato (Rit)           |
| Nero    | Squalificato (SQ)        |
| Nero    | Escluso (ES)             |
| Bianco  | Non ha gareggiato        |
| Bianco  | Iscrizione ritirata (WD) |
| Bianco  | Non partito (NP)         |
| Bianco  | Gara cancellata (C)      |

#### SSV

##### Piloti
| Pos. | Pilota                      | DAK   | ABU | SUD   | POR | MAR | Punti |
| ---- | --------------------------- | ----- | --- | ----- | --- | --- | ----- |
| 1    | Alexandre Pinto             | 144+1 | 316 | 217   |     |     | 168   |
| 2    | Enrico Alfonso Gaspari      | 230   | 120 | 414   |     |     | 149   |
| 3    | Michele Cinotto             | 54    | 214 | 114   |     |     | 105   |
| 4    | Claude Fournier             | 42    | 410 | 39    |     |     | 81    |
| 5    | Sara Price                  | 632+3 |     |       |     |     | 55    |
| 6    | Mário Franco                |       |     | Rit20 |     |     | 50    |
| 7    | Roger Grouwels              | 315   |     |       |     |     | 45    |
| 8    | Manuel Andujar              | 723+2 |     |       |     |     | 42    |
| 9    | Mansoor Al-Helei            |       | 514 |       |     |     | 29    |
| 10   | Fernando Álvarez Castellano | Rit10 |     |       |     |     | 12    |
| 11   | Diego Martinez              | Rit   |     |       |     |     | 2     |
| 11   | Carlos Vento                | Rit   |     |       |     |     | 2     |
| Pos. | Pilota                      | DAK   | ABU | SUD   | POR | MAR | Punti |

| Colore  | Risultato                |
| ------- | ------------------------ |
| Oro     | Vincitore                |
| Argento | 2º posto                 |
| Bronzo  | 3º posto                 |
| Verde   | Finito a punti           |
| Blu     | Finito senza punti       |
| Blu     | Non classificato (NC)    |
| Viola   | Ritirato (Rit)           |
| Nero    | Squalificato (SQ)        |
| Nero    | Escluso (ES)             |
| Bianco  | Non ha gareggiato        |
| Bianco  | Iscrizione ritirata (WD) |
| Bianco  | Non partito (NP)         |
| Bianco  | Gara cancellata (C)      |

##### Navigatori
| Pos. | Navigatore            | DAK   | ABU | SUD   | POR | MAR | Punti |
| ---- | --------------------- | ----- | --- | ----- | --- | --- | ----- |
| 1    | Bernardo Oliveira     | 144+1 | 316 | 217   |     |     | 168   |
| 2    | Fausto Mota           | 230   |     | 414   |     |     | 99    |
| 3    | Maurizio Dominella    |       | 214 | 114   |     |     | 78    |
| 4    | Sean Berriman         | 632+3 |     |       |     |     | 55    |
| 6    | Antoine Lecourbe      |       | 120 |       |     |     | 50    |
| 7    | João Miranda          |       |     | Rit20 |     |     | 50    |
| 8    | Rudolf Meijer         | 315   |     |       |     |     | 45    |
| 9    | Bernardo Graue        | 723+2 |     |       |     |     | 42    |
| 10   | Khaled Al-Kendi       |       | 514 |       |     |     | 29    |
| 11   | Grégory Revest-Arnoux | 42    |     |       |     |     | 28    |
| 12   | Alberto Bertoldi      | 54    |     |       |     |     | 27    |
| 13   | Xavier Pansieri       | Rit10 |     |       |     |     | 12    |
| 14   | Jorge Brandão         | Rit   |     |       |     |     | 2     |
| 14   | Sergio Lafuente       | Rit   |     |       |     |     | 2     |
| Pos. | Navigatore            | DAK   | ABU | SUD   | POR | MAR | Punti |

| Colore  | Risultato                |
| ------- | ------------------------ |
| Oro     | Vincitore                |
| Argento | 2º posto                 |
| Bronzo  | 3º posto                 |
| Verde   | Finito a punti           |
| Blu     | Finito senza punti       |
| Blu     | Non classificato (NC)    |
| Viola   | Ritirato (Rit)           |
| Nero    | Squalificato (SQ)        |
| Nero    | Escluso (ES)             |
| Bianco  | Non ha gareggiato        |
| Bianco  | Iscrizione ritirata (WD) |
| Bianco  | Non partito (NP)         |
| Bianco  | Gara cancellata (C)      |

### FIM

#### Pilota
| Pos. | Pilota               | DAK | ABU | SUD | POR | MAR | Punti |
| ---- | -------------------- | --- | --- | --- | --- | --- | ----- |
| 1    | Daniel Sanders       | 1   | 1   | 1   |     |     | 88    |
| 2    | Luciano Benavides    | 4   | 4   | 2   |     |     | 53    |
| 3    | Ricky Brabec         | 5   | 2   | 3   |     |     | 53    |
| 4    | Adrien van Beveren   | 3   | 5   | 4   |     |     | 48    |
| 5    | Tosha Schareina      | 2   | 3   | Rit |     |     | 46    |
| 6    | Skyler Howes         | 6   | 7   | 5   |     |     | 35    |
| 7    | José Ignacio Cornejo | 7   | 6   | 6   |     |     | 34    |
| 8    | Bradley Cox          | Rit |     | 7   |     |     | 9     |
| 9    | Ross Branch          | Rit | Rit | 8   |     |     | 8     |
| Pos. | Pilota               | DAK | ABU | SUD | POR | MAR | Punti |

| Colore  | Risultato                |
| ------- | ------------------------ |
| Oro     | Vincitore                |
| Argento | 2º posto                 |
| Bronzo  | 3º posto                 |
| Verde   | Finito a punti           |
| Blu     | Finito senza punti       |
| Blu     | Non classificato (NC)    |
| Viola   | Ritirato (Rit)           |
| Nero    | Squalificato (SQ)        |
| Nero    | Escluso (ES)             |
| Bianco  | Non ha gareggiato        |
| Bianco  | Iscrizione ritirata (WD) |
| Bianco  | Non partito (NP)         |
| Bianco  | Gara cancellata (C)      |

#### Costruttori
| Pos. | Costruttore                 | DAK | ABU | SUD | POR | MAR | Punti |
| ---- | --------------------------- | --- | --- | --- | --- | --- | ----- |
| 1    | Red Bull KTM Factory Racing | 58  | 38  | 45  |     |     | 141   |
| 2    | Monster Energy Honda HRC    | 54  | 36  | 29  |     |     | 119   |
| 3    | Hero Motosports Team Rally  | 14  | 10  | 18  |     |     | 42    |
| Pos. | Costruttore                 | DAK | ABU | SUD | POR | MAR | Punti |

| Colore  | Risultato                |
| ------- | ------------------------ |
| Oro     | Vincitore                |
| Argento | 2º posto                 |
| Bronzo  | 3º posto                 |
| Verde   | Finito a punti           |
| Blu     | Finito senza punti       |
| Blu     | Non classificato (NC)    |
| Viola   | Ritirato (Rit)           |
| Nero    | Squalificato (SQ)        |
| Nero    | Escluso (ES)             |
| Bianco  | Non ha gareggiato        |
| Bianco  | Iscrizione ritirata (WD) |
| Bianco  | Non partito (NP)         |
| Bianco  | Gara cancellata (C)      |

#### Rally2

##### Pilota
| Pos. | Pilota                              | DAK | ABU | SUD | POR | MAR | Punti |
| ---- | ----------------------------------- | --- | --- | --- | --- | --- | ----- |
| 1    | Tobias Ebster                       | 2   | 3   | 2   |     |     | 66    |
| 2    | Edgar Canet                         | 1   | NP  | 1   |     |     | 63    |
| 3    | Michael Docherty                    | 5   | 1   | 3   |     |     | 58    |
| 4    | Konrad Dąbrowski                    | 7   | 2   | 5   |     |     | 45    |
| 5    | Ruy Barbosa Barcelo                 |     | 4   | 4   |     |     | 26    |
| 6    | Romain Dumontier                    | 3   |     |     |     |     | 24    |
| 7    | Toni Mulec                          | 4   |     |     |     |     | 20    |
| 8    | Neels Theric                        | 6   |     |     |     |     | 15    |
| 9    | Dušan Drdaj                         | 8   |     |     |     |     | 12    |
| 10   | Martim Ventura                      |     | 5   |     |     |     | 11    |
| 11   | Toby Hedericks                      | 9   |     |     |     |     | 11    |
| 12   | Andro Korlaet                       |     | 6   |     |     |     | 10    |
| 12   | Florian Bancilhon                   |     |     | 6   |     |     | 10    |
| 14   | Dwain Barnard                       | 38  |     | 8   |     |     | 10    |
| 15   | Khaliunbold Erdenebileg             |     | 7   |     |     |     | 9     |
| 15   | Mauritz Meiring                     |     |     | 7   |     |     | 9     |
| 17   | Juan Santiago Rostar                | 30  |     | 9   |     |     | 9     |
| 18   | Emanuel Gyenes                      | 10  |     |     |     |     | 9     |
| 19   | Hamdan Al-Ali                       |     | 8   |     |     |     | 8     |
| 20   | Benjamin Melot                      | 11  |     |     |     |     | 8     |
| 21   | Thomas Childs                       |     | 9   |     |     |     | 7     |
| 22   | Mattia Riva                         |     | 10  |     |     |     | 6     |
| 22   | Filip Grot                          |     |     | 10  |     |     | 6     |
| 24   | Jacob Argubright                    | 12  |     |     |     |     | 6     |
| 25   | Markus Hertlein                     |     | 11  |     |     |     | 5     |
| 25   | Matthieu Jauffraud                  |     |     | 11  |     |     | 5     |
| 27   | Milan Engel                         | 13  |     |     |     |     | 5     |
| 28   | Abdul Wahid                         |     | 12  |     |     |     | 4     |
| 28   | Anthony Raynard                     |     |     | 12  |     |     | 4     |
| 30   | Martin Chalmers                     |     | 13  |     |     |     | 3     |
| 30   | Massimo Camurri                     |     |     | 13  |     |     | 3     |
| 32   | Jaromír Romančík                    | 14  |     |     |     |     | 3     |
| 33   | Justin Gerlach                      | 64  | 21  |     |     |     | 3     |
| 34   | Edvard Sokolovskij                  |     | 14  |     |     |     | 2     |
| 34   | Ian Olthof                          |     |     | 14  |     |     | 2     |
| 36   | Charlie Herbst                      | 15  |     |     |     |     | 2     |
| 37   | Jérôme Martiny                      | 16  |     |     |     |     | 2     |
| 37   | Jérémy Miroir                       | 17  |     |     |     |     | 2     |
| 37   | Xavier Flick                        | 18  |     |     |     |     | 2     |
| 37   | Nerimantas Jiucius                  | 19  |     |     |     |     | 2     |
| 37   | Jan Brabec                          | 20  |     |     |     |     | 2     |
| 37   | Mike Wiedemann                      | 21  |     |     |     |     | 2     |
| 37   | Arūnas Gelažninkas                  | 22  |     |     |     |     | 2     |
| 37   | Julien Dalbec                       | 23  |     |     |     |     | 2     |
| 37   | Javier Vega Puerta                  | 24  |     |     |     |     | 2     |
| 37   | Tommaso Montanari                   | 25  |     |     |     |     | 2     |
| 37   | David Pabiška                       | 26  |     |     |     |     | 2     |
| 37   | Sunier Sunier                       | 27  |     |     |     |     | 2     |
| 37   | Xiangliang Fang                     | 28  |     |     |     |     | 2     |
| 37   | Jérémie Gerber                      | 29  |     |     |     |     | 2     |
| 37   | Tomas de Gavardo                    | 31  |     |     |     |     | 2     |
| 37   | Sebastiano Alberto Urquia           |     | 31  | 17  |     |     | 2     |
| 37   | Andrea Winkler                      | 32  |     |     |     |     | 2     |
| 37   | Sandra Gómez Cantero                | 33  |     |     |     |     | 2     |
| 37   | Adam Peschel                        | 34  |     |     |     |     | 2     |
| 37   | Bruno Santos                        | 35  |     |     |     |     | 2     |
| 37   | Tiziano Interno                     | 36  |     |     |     |     | 2     |
| 37   | Marshall Meplon                     | 37  |     |     |     |     | 2     |
| 37   | Bartolomiej Tabin                   | 39  |     |     |     |     | 2     |
| 37   | Francisco Álvarez Niño              | 40  |     |     |     |     | 2     |
| 37   | Guillaume Chollet                   | 41  |     |     |     |     | 2     |
| 37   | Modestas Siliunas                   | 42  |     |     |     |     | 2     |
| 37   | Vasileios Boudros                   | 43  |     |     |     |     | 2     |
| 37   | Philippe Gendron                    | 44  |     |     |     |     | 2     |
| 37   | Clément Artaud                      | 45  |     |     |     |     | 2     |
| 37   | Thomas Kongshøj                     | 46  |     |     |     |     | 2     |
| 37   | Alvaro Iris Coppola Gutierrez       | 47  |     |     |     |     | 2     |
| 37   | Benjamin Bourdariat                 | 48  |     |     |     |     | 2     |
| 37   | Fabien Domas                        | 49  |     |     |     |     | 2     |
| 37   | Max Bianucci                        | 50  |     |     |     |     | 2     |
| 37   | Manuel Lucchese                     | 51  |     |     |     |     | 2     |
| 37   | Maxime Pouponnot                    | 52  |     |     |     |     | 2     |
| 37   | Min Zhang                           | 53  |     |     |     |     | 2     |
| 37   | David Casteu                        | 54  |     |     |     |     | 2     |
| 37   | Hongyi Zhao                         | 55  |     |     |     |     | 2     |
| 37   | Gad Nachmani                        | 56  |     |     |     |     | 2     |
| 37   | Jordan Strachan                     | 57  |     |     |     |     | 2     |
| 37   | Rafic Eid                           | 58  |     |     |     |     | 2     |
| 37   | Óscar Hernández Panos               | 59  |     |     |     |     | 2     |
| 37   | Axel Mustad                         | 60  |     |     |     |     | 2     |
| 37   | Francisco Arredondo                 | 61  |     |     |     |     | 2     |
| 37   | Damien Battaller                    | 62  |     |     |     |     | 2     |
| 37   | Mykolas Paulavičius                 | 63  |     |     |     |     | 2     |
| 37   | Jean-Philippe Révolte               | 65  |     |     |     |     | 2     |
| 37   | Murun Purevdorj                     | 66  |     |     |     |     | 2     |
| 37   | Jim Moisa                           | 67  |     |     |     |     | 2     |
| 37   | Ottavio Missoni                     | 68  |     |     |     |     | 2     |
| 37   | Martin Prokeš                       | 69  |     |     |     |     | 2     |
| 37   | Jiří Brož                           | 70  |     |     |     |     | 2     |
| 37   | Ignacio Sanchís                     | 71  |     |     |     |     | 2     |
| 37   | William Avenant                     | 72  |     |     |     |     | 2     |
| 37   | Paolo Lucci                         | 73  |     |     |     |     | 2     |
| 37   | Robbie Wallace                      | 74  |     |     |     |     | 2     |
| 37   | Marc Calmet Calveras                | 75  |     |     |     |     | 2     |
| 37   | Mathieu Dovèze                      | 76  |     |     |     |     | 2     |
| 37   | James Hillier                       | 77  |     |     |     |     | 2     |
| 37   | Simon Marčič                        | 78  |     |     |     |     | 2     |
| 37   | Ahmed Aljaber                       | 79  |     |     |     |     | 2     |
| 99   | Kees Koolen                         |     | 15  |     |     |     | 1     |
| 99   | Pedro Pinheiro                      |     | Rit | 15  |     |     | 1     |
| 101  | David Neil Brock                    |     | 16  |     |     |     | 1     |
| 101  | John Medina                         |     |     | 16  |     |     | 1     |
| 101  | Leonardo Cola                       |     | 17  |     |     |     | 1     |
| 101  | Robert Przybyłowski                 |     | 18  |     |     |     | 1     |
| 101  | Nathan Rafferty                     |     |     | 18  |     |     | 1     |
| 101  | Blas Zapag Jr.                      |     | 19  |     |     |     | 1     |
| 101  | Dominique Cizeau Girault            |     |     | 19  |     |     | 1     |
| 101  | Massimiliano Guerrini               |     | 20  |     |     |     | 1     |
| 101  | Benjamin Pousset                    |     |     | 20  |     |     | 1     |
| 101  | Xavier Gregoire                     |     |     | 21  |     |     | 1     |
| 101  | Jason Joslin                        |     | 22  |     |     |     | 1     |
| 101  | Martin Lourens                      |     |     | 22  |     |     | 1     |
| 101  | Carl Searles                        |     | 23  |     |     |     | 1     |
| 101  | Jatin Jain                          | Rit | Rit | 23  |     |     | 1     |
| 101  | Craig Searles                       |     | 24  |     |     |     | 1     |
| 101  | Alex Torrao                         |     |     | 24  |     |     | 1     |
| 101  | Iñigo Zardoya                       |     | 25  |     |     |     | 1     |
| 101  | Gustavo Milutin                     |     |     | 25  |     |     | 1     |
| 101  | Ludwig Messager                     |     | 26  |     |     |     | 1     |
| 101  | Yugandhar Prasad Jasti              |     |     | 26  |     |     | 1     |
| 101  | Alessandro Mendoza                  |     | 27  |     |     |     | 1     |
| 101  | Roberto Eduardo Mariscal Mendizabal |     | 28  |     |     |     | 1     |
| 101  | Ricardo Lastra                      |     | 29  |     |     |     | 1     |
| 101  | Joan Vinals                         |     | 30  |     |     |     | 1     |
| 101  | Tony Schattat                       |     | 32  |     |     |     | 1     |
| Pos. | Pilota                              | DAK | ABU | SUD | POR | MAR | Punti |

| Colore  | Risultato                |
| ------- | ------------------------ |
| Oro     | Vincitore                |
| Argento | 2º posto                 |
| Bronzo  | 3º posto                 |
| Verde   | Finito a punti           |
| Blu     | Finito senza punti       |
| Blu     | Non classificato (NC)    |
| Viola   | Ritirato (Rit)           |
| Nero    | Squalificato (SQ)        |
| Nero    | Escluso (ES)             |
| Bianco  | Non ha gareggiato        |
| Bianco  | Iscrizione ritirata (WD) |
| Bianco  | Non partito (NP)         |
| Bianco  | Gara cancellata (C)      |

##### Costruttori
| Pos. | Costruttore             | DAK | ABU | SUD | POR | MAR | Punti |
| ---- | ----------------------- | --- | --- | --- | --- | --- | ----- |
| 1    | Bas World KTM Team      | 50  |     | 27  |     |     | 77    |
| 2    | Xraid Experience        | 4   | 23  | 20  |     |     | 47    |
| 3    | SRG Motorsports         |     | 41  |     |     |     | 41    |
| 4    | Duust Rally Team        | 16  | 21  |     |     |     | 37    |
| 5    | HT Rally Raid           | 4   | 14  | 5   |     |     | 23    |
| 6    | Joyride Race Service    | 4   | 2   |     |     |     | 6     |
| 7    | AG Dakar School         | 2   | 2   |     |     |     | 4     |
| 8    | Fantic Motor Rally Team | 4   |     |     |     |     | 4     |
| 8    | Nomade Racing           | 4   |     |     |     |     | 4     |
| 8    | Nomadas Adventure       | 2   | 2   |     |     |     | 4     |
| 8    | Pedrega Team            | 4   |     |     |     |     | 4     |
| 12   | Supesunr Kove Team      | 2   |     |     |     |     | 2     |
| 12   | Team Casteu Trophy      | 2   |     |     |     |     | 2     |
| Pos. | Costruttore             | DAK | ABU | SUD | POR | MAR | Punti |

| Colore  | Risultato                |
| ------- | ------------------------ |
| Oro     | Vincitore                |
| Argento | 2º posto                 |
| Bronzo  | 3º posto                 |
| Verde   | Finito a punti           |
| Blu     | Finito senza punti       |
| Blu     | Non classificato (NC)    |
| Viola   | Ritirato (Rit)           |
| Nero    | Squalificato (SQ)        |
| Nero    | Escluso (ES)             |
| Bianco  | Non ha gareggiato        |
| Bianco  | Iscrizione ritirata (WD) |
| Bianco  | Non partito (NP)         |
| Bianco  | Gara cancellata (C)      |

#### Quad
| Pos. | Pilota             | ABU | SUD | POR | MAR | Punti |
| ---- | ------------------ | --- | --- | --- | --- | ----- |
| 1    | Gaëtan Martinez    | 2   | 1   |     |     | 45    |
| 2    | Antanas Kanopkinas | 1   | 2   |     |     | 45    |
| 3    | Marek Łój          | 3   | Rit |     |     | 16    |
| 4    | Marcin Wilkołek    | 4   |     |     |     | 13    |
| Pos. | Pilota             | ABU | SUD | POR | MAR | Punti |

| Colore  | Risultato                |
| ------- | ------------------------ |
| Oro     | Vincitore                |
| Argento | 2º posto                 |
| Bronzo  | 3º posto                 |
| Verde   | Finito a punti           |
| Blu     | Finito senza punti       |
| Blu     | Non classificato (NC)    |
| Viola   | Ritirato (Rit)           |
| Nero    | Squalificato (SQ)        |
| Nero    | Escluso (ES)             |
| Bianco  | Non ha gareggiato        |
| Bianco  | Iscrizione ritirata (WD) |
| Bianco  | Non partito (NP)         |
| Bianco  | Gara cancellata (C)      |

#### Donne
| Pos. | Pilota               | DAK | ABU | SUD | POR | MAR | Punti |
| ---- | -------------------- | --- | --- | --- | --- | --- | ----- |
| 1    | Sandra Gómez Cantero | 1   |     |     |     |     | 38    |
| Pos. | Pilota               | DAK | ABU | SUD | POR | MAR | Punti |

| Colore  | Risultato                |
| ------- | ------------------------ |
| Oro     | Vincitore                |
| Argento | 2º posto                 |
| Bronzo  | 3º posto                 |
| Verde   | Finito a punti           |
| Blu     | Finito senza punti       |
| Blu     | Non classificato (NC)    |
| Viola   | Ritirato (Rit)           |
| Nero    | Squalificato (SQ)        |
| Nero    | Escluso (ES)             |
| Bianco  | Non ha gareggiato        |
| Bianco  | Iscrizione ritirata (WD) |
| Bianco  | Non partito (NP)         |
| Bianco  | Gara cancellata (C)      |

#### Rally2 Junior
| Pos. | Pilota           | DAK | ABU | SUD | POR | MAR | Punti |
| ---- | ---------------- | --- | --- | --- | --- | --- | ----- |
| 1    | Konrad Dąbrowski | 2   | 1   | 2   |     |     | 75    |
| 2    | Édgar Canet      | 1   | NP  | 1   |     |     | 63    |
| 3    | Justin Gerlach   | 4   | 2   |     |     |     | 40    |
| 4    | Xiangliang Fang  | 3   |     |     |     |     | 24    |
| Pos. | Pilota           | DAK | ABU | SUD | POR | MAR | Punti |

| Colore  | Risultato                |
| ------- | ------------------------ |
| Oro     | Vincitore                |
| Argento | 2º posto                 |
| Bronzo  | 3º posto                 |
| Verde   | Finito a punti           |
| Blu     | Finito senza punti       |
| Blu     | Non classificato (NC)    |
| Viola   | Ritirato (Rit)           |
| Nero    | Squalificato (SQ)        |
| Nero    | Escluso (ES)             |
| Bianco  | Non ha gareggiato        |
| Bianco  | Iscrizione ritirata (WD) |
| Bianco  | Non partito (NP)         |
| Bianco  | Gara cancellata (C)      |

#### Senior
| Pos. | Pilota                        | DAK | ABU | SUD | POR | MAR | Punti |
| ---- | ----------------------------- | --- | --- | --- | --- | --- | ----- |
| 1    | David Pabiška                 | 1   |     |     |     |     | 38    |
| 2    | Bartolomiej Tabin             | 2   |     |     |     |     | 30    |
| 3    | Jatin Jain                    | Rit | Rit | 1   |     |     | 25    |
| 4    | Philippe Gendron              | 3   |     |     |     |     | 24    |
| 5    | Alvaro Iris Coppola Gutierrez | 4   |     |     |     |     | 20    |
| 6    | Fabien Domas                  | 5   |     |     |     |     | 17    |
| 7    | Min Zhang                     | 6   |     |     |     |     | 15    |
| 8    | David Casteu                  | 7   |     |     |     |     | 14    |
| 9    | Gad Nachmani                  | 8   |     |     |     |     | 12    |
| 10   | Rafic Eid                     | 9   |     |     |     |     | 11    |
| 11   | Óscar Hernández Panos         | 10  |     |     |     |     | 9     |
| 12   | Francisco Arredondo           | 11  |     |     |     |     | 8     |
| 13   | Ignacio Sanchís               | 12  |     |     |     |     | 6     |
| Pos. | Pilota                        | DAK | ABU | SUD | POR | MAR | Punti |

| Colore  | Risultato                |
| ------- | ------------------------ |
| Oro     | Vincitore                |
| Argento | 2º posto                 |
| Bronzo  | 3º posto                 |
| Verde   | Finito a punti           |
| Blu     | Finito senza punti       |
| Blu     | Non classificato (NC)    |
| Viola   | Ritirato (Rit)           |
| Nero    | Squalificato (SQ)        |
| Nero    | Escluso (ES)             |
| Bianco  | Non ha gareggiato        |
| Bianco  | Iscrizione ritirata (WD) |
| Bianco  | Non partito (NP)         |
| Bianco  | Gara cancellata (C)      |